# Брабант (острів)
Брабант (англ. Brabant Island) — острів біля берегів Західної Антарктиди, у Південному океані. Другий за величиною острів в архіпелазі Палмера, після острова Антверпен.

## Географія
Острів розташований поблизу північно-західного узбережжя Антарктичного півострова, на північний схід від острова Антверпен. Має приблизно 53 км завдовжки і 25 км завширшки (за іншими даними: довжина 65 км; ширина — 30 км). Площа острова — 976,8 км². Найвища точка острова — гора Парри (64°16′ пд. ш. 62°25′ зх. д. / 64.267° пд. ш. 62.417° зх. д.), висота якої становить 2520 м над рівнем моря, за цим показником острів займає 42-ге місце у світі.

## Історія
Острів офіційно був відкритий в 1898 році членами Бельгійської антарктичної експедиції (1897—1899) під керівництвом Адрієна де Жерлаша, і яка вперше на нього висадилася. Йому було присвоєне ім'я «Брабант» на честь бельгійської провінції Брабант, в знак вдячності і визнання суттєвої підтримки, наданої для здійснення експедиції її жителями. Документ, який узагальнював матеріали Експедиції об'єднаних служб (1984—1985) описує острів як «загальновідомо негостинний» і стверджує, що є тільки шість офіційно підтверджених свідчень відвідування острова з часів його відкриття в 1898 році і до 1984 року. Учасники експедиції залишалися тут на зимівлю в 1984—1985 роках, і 30 жовтня 1984 року зробили перше сходження на найвищу вершину острова — гору Парри.